# D 160 (Türkei)
Die Straße D 160 (Devlet yolu 160) ist eine 218 km lange Straße in der Türkei. 

## Verlauf
Die Straße beginnt in im Westen in Kestel (Bursa) an der West-Ost-Achse D 200 und führt nach Osten über Yenişehir (Bursa), wo sie die Straße D 595 kreuzt, nach dem an der Nord-Süd-Achse D 650 18 km nördlich von Bilecik gelegenen Vezirhan. Von dort setzt sie sich über Gölpazarı nach Taraklı fort, wo die nördlicher, weitgehend parallel verlaufende Straße D 150 auf sie trifft. Von Taraklı setzt sich die Straße nach Göynük fort; dort zweigt die D 170 zunächst nach Süden und dann nach Osten abbiegend ab. Die D 160 führt über den Pass Hacıayaz Geçidi (1.080 m) in das Tal der Mudurnu Ovası, trifft dort auf die Straße D 140 und verläuft für 12 km gemeinsam mit dieser. Dann passiert sie Mudurnu und führt nach Ostnordosten in die Provinzhauptstadt Bolu, wo sie an der West-Ost-Achse der D 100  (Europastraße 80) endet.